# 吉田調書
吉田調書（よしだちょうしょ）とは、2011年に発生した東北地方太平洋沖地震（東日本大震災）による福島第一原子力発電所事故で陣頭指揮を執った吉田昌郎・福島第一原子力発電所所長（当時）が2011年7月22日から11月6日にかけての「内閣官房東京電力福島原子力発電所における事故調査・検証委員会」（政府事故調）の聴取に応じた際の記録の通称。公式な文書名は「聴取結果書」である。

## 概要
吉田元所長の「聴取結果書」には、東京電力本店や民主党政権（当時）の政府官僚とのやりとり、現場の苦悩などが赤裸々に記録されている。その内容は他の関係者らへの聴取記録と共に検証され、政府事故調の報告書に総合的に盛り込まれたほか、国会事故調にも開示された 。

## 公開に至った経緯
吉田昌郎元所長に対する聴取の応答内容をまとめた「聴取結果書」（後の、いわゆる「吉田調書」）は当初、本人の上申書に基づいて非公開とされていた。
| 国会事故調が内部で調査のために用いる限りにおいて承諾するものであり、本件資料が、国会事故調から第三者に向けて公表されることは望みません。（平成24年5月29日付け上申書より引用） |

2013年（平成25年）7月9日、吉田は食道癌のため死去。翌2014年（平成26年）5月20日、朝日新聞は、非公式に入手した吉田の「聴取結果書」の内容と称して「平成23年3月15日朝に福島第1原発にいた所員の9割に当たる約650人が吉田昌郎所長の待機命令に違反し、第2原発へ撤退した」などとするスクープを報じた。これを受け、ニューヨーク・タイムズなどの海外有力メディアは「パニックに陥った作業員が原発から逃走」などと批判的な論調で一斉に報じた。
朝日新聞の報道に対して、吉田元所長本人にインタビューしたジャーナリストの門田隆将は、朝日新聞の報じた内容に誤りがあると指摘するが、朝日新聞は「朝日新聞社の名誉と信用を著しく毀損」しているとして、記事を掲載した週刊ポストと門田に対し抗議し、訂正と謝罪が無い場合は法的措置を検討すると通告した。
同年8月には、他の報道機関も「吉田調書」を非公式に入手し、「命令違反し撤退」という朝日新聞のスクープ記事を真っ向から否定する報道を行った上（8月18日に産経新聞、8月24日にはNHK、8月30日には読売新聞など）、「吉田調書」の全面公開を求める訴訟が起こされるに至って、状況が一変する。
これらの動きを受けて、日本国政府は吉田昌郎元所長の聴取記録書を公開するよう方針転換し、2014年（平成26年）9月11日に内閣官房が吉田調書を含む「政府事故調査委員会ヒアリング記録」を正式に公開。このとき、吉田昌郎元所長の聴取記録書も、上申書で非公開を明確に希望していた本人の遺志に反して、正式公開された。同日夜、朝日新聞は木村伊量社長や杉浦信之取締役編集担当（いずれも当時）らによる記者会見を開き、記事を取り消したうえで謝罪し、11月14日には朝日新聞の慰安婦報道問題での30年以上に渡る捏造報道や慰安婦報道の迷走ぶりを批判した池上彰のコラムの掲載を一時拒否した問題、そして今回の誤報報道を含めた一連の不祥事の責任を取る形で辞任を表明した。
結局、当初朝日新聞が報じた首相・菅直人が「東電全面撤退」を阻止したというストーリーは、東電のプレスリリースや菅自身の国会答弁で否定されただけでなく、政府事故調及び国会事故調の報告書でも認められていない。
さらに公開された調書に記された吉田の証言によれば、首相官邸にいた武黒一郎からの「官邸はまだ海水注入を了解していないので、四の五の言わずにとめろ」との指示が出た際、吉田は現場に対しては「絶対に中止してはだめだ」と注入継続の指示を出す一方、本店には「中止した」との虚偽報告をしていたとされる。
また、吉田が当時の菅の様子を「何か知らないですけれども、えらい怒ってらした......要するに、おまえらは何をしているんだということ」「来て、座って帰られました」と語り、菅のことを「おっさん」「馬鹿野郎」と呼んでいることも確認され、吉田を「戦友」と見なしていた菅に対して吉田が強い不信感を持っていたことが浮き彫りになった。
一方、朝日新聞が「作業員が命令違反で福島第二に『撤退』」とした報道内容について、吉田は「本当は私、『2F（福島第二原発）に行け』と言っていないんですよ。ここがまた伝言ゲームのあれのところで、行くとしたら2Fかという話をやっていて、退避をして、車を用意してという話をしたら、伝言した人間は、運転手に、『福島第二に行け』という指示をしたんです。私は、『福島第一の近辺で、所内に関わらず、線量の低いようなところに一回退避して次の指示を待て』と言ったつもりなんですが、2Fに行ってしまったと言うんで、しょうがないなと」として、「線量の低いところに退避して指示を待て」という指示が作業員には十分伝達されておらず、「伝言ゲーム」が起きていたことを認めている。

## 朝日新聞「吉田調書」誤報問題

### 第三者機関による検証
朝日新聞の「吉田調書」で取材に当たったと表記されていたのは同紙の宮崎知己・木村英昭の二人で、木村は連載『プロメテウスの罠』の中の「官邸の5日間」で東電が全面撤退をしようとしていたと報じた記者であり、宮崎は『プロメテウスの罠』取材を行う特別報道部のデスクであった。
東京電力福島第一原発の吉田昌郎元所長へのヒヤリング結果をまとめた「吉田調書」をめぐる朝日新聞の誤報については、同社の第三者機関「報道と人権委員会」（PRC）が、誤報に至るまでの経緯をまとめた『「福島原発事故・吉田調書」報道に関する見解』を2014年11月12日に発表している。この「見解」では、紙面が印刷される直前まで社内のあらゆる部門、ひいては記事を出稿した特別報道部の部員からも記事内容に対する疑問や修正案が示されていたにもかかわらず、軌道修正されることなく掲載されるまでの経緯や、情報源の秘匿を重視するあまり、「吉田調書」そのものをほとんど読むことなく取材チームの3人の独走を許した朝日新聞の内部体制の問題が指摘されている。
朝日新聞はこの誤報問題に関して14年12月5日付で6人に処分を下し、記事を執筆した記者2名は減給処分となっている。
一方で、処分と同時に発表された西村陽一取締役の談話では、「社内調査の結果、取り消した記事は、意図的な捏造でなく、未公開だった吉田調書を記者が入手し、記事を出稿するまでの過程で思い込みや想像力の欠如があり、結果的に誤った記事を掲載してしまった過失があったと判断しました」とされており、社内調査でも必ずしも「虚報」とは結論付けられていなかったことがうかがえる。

### 新聞労連による吉田調書スクープの肯定的評価
また、翌年1月末には日本新聞労働組合連合が「非公開とされていた調書を公に出すきっかけになったという点で、昨年1番のスクープと言っても過言ではない。特定秘密保護法が施行され、情報にアクセスしにくくなる時代に、隠蔽された情報を入手して報じた功績は素直に評価すべきだ」としてジャーナリズム大賞の特別賞を宮崎・木村による吉田調書報道に贈り、両名も授賞式に出席した。選考委員の鎌田慧・柴田鉄治（元朝日新聞社会部長）・北村肇・青木理は、いずれも「朝日新聞が報じた『吉田調書』は虚報ではなく、取り消しは不適切」という趣旨の発言をしている。

## 吉田元所長への聴取
2011年7月22日から11月6日にかけて吉田元所長への聴取が行われた。最初の2回の聴取（7月22日と29日）には、政府事故調査検証委員会の畑村洋太郎委員長、柳田邦男委員、渕上技術顧問も立ち会っている。
吉田元所長への聴取のほとんどが行われたJヴィレッジは、福島第一原子力発電所から南に約20km離れた沿岸部にあるスポーツ施設で、事故後は原発事故の対応拠点として利用されていた。